# Erdeven
Erdeven (in bretone: An Ardeven) è un comune francese di 3 492 abitanti situato nel dipartimento del Morbihan nella regione della Bretagna.

## Società

### Evoluzione demografica
Abitanti censiti